# 豆柴小犬
《豆柴小犬》（日语：マメシバ）為日本女性歌手、聲優坂本真綾的第八張單曲。2000年12月16日由Victor Entertainment發行。

## 概述
自第四張單曲《跑》（走る）以來再次製作了音樂錄影帶（之後於精選輯《Single Collection + Nikopachi》的初回限定盤進行DVD化）。攝影耗費兩天。
A面曲作為電視動畫《地球少女Arjuna》的主題曲，在其電視音樂原聲帶中還收錄了此一版本的錄音與編曲。

## 收錄曲目[2]
1. [6:08]
作曲、編曲：菅野洋子、 作詞：坂本真綾
  - 　東京電視台動畫《地球少女Arjuna》主題曲
2. [5:21]
作詞：岩里祐穂
3. （without maaya）